# بدولیتا
بدولیتا (به ایتالیایی: Bedulita) یک کومونه در ایتالیا است که در استان برگامو واقع شده‌است.

## خصوصیات
بدولیتا ۴٫۱ کیلومترمربع مساحت و ۷۳۴ نفر جمعیت دارد و ۶۰۰ متر بالاتر از سطح دریا واقع شده‌است.